# Paramelisa leroyi
Paramelisa leroyi là một loài bướm đêm thuộc phân họ Arctiinae, họ Erebidae.